# Ame-onna

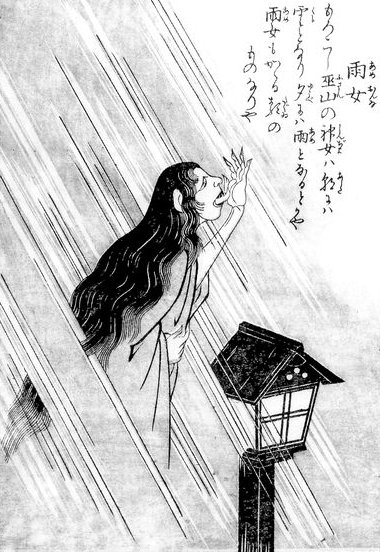
Illustrazione di Ameonna di Toriyama Sekien tratta dal Konjaku Gazu Zoku Hyakki

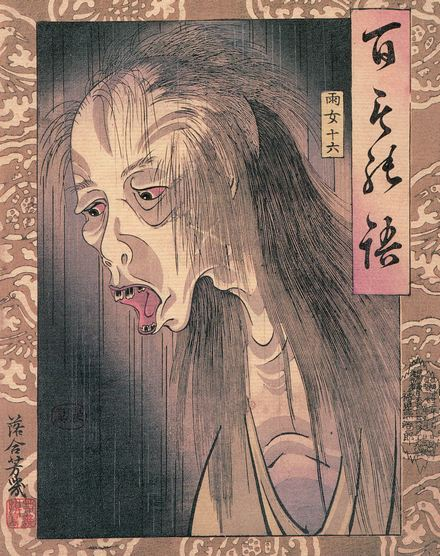
Hyakumonogatari Ameonna di Utagawa Yoshiiku fatta verso il 1890

Ame-onna (雨女? letteralmente "donna della pioggia") è uno yōkai del folklore giapponese. Si tratta dello spirito di una donna che appare sotto la pioggia.

## Origine
La leggenda racconta che l'Ame-onna fosse una dea del monte Wushan in Cina, e che fosse una nube al mattino e pioggia al pomeriggio, tutto il popolo agricoltore allora, la pregava ogni giorno, per avere la sua benevolenza.
Successe però che, divisa tra paradiso e il mondo umano lo spirito di Ame-Onna si corruppe, diventando così uno yokai, uno spirito maligno ed infestante.

## Aspetto
Questo spirito appare durante le ore notturne nei giorni di pioggia, appare sotto forma di giovane o di anziana donna, con lunghi capelli neri e completamente fradicia di acqua piovana.

## Caratteristiche
Porta sempre con sé una grande borsa o un ombrello, se la si osserva a lungo si può notare come sia solita leccarsi le mani e le braccia per togliersi l'acqua di dosso.
Nonostante venisse adorata come divinità, in passato era tutto fuorché benevola, si aggirava indisturbata tra i villaggi per rapire i neonati, questi diventavano a loro volta degli yokai, anche le madri subivano un destino ugualmente sciagurato, diventando Ame-Onna a loro volta e vagando per le strade alla ricerca di un sostituto per la progenie rapita.

## Nella cultura di massa
Oggigiorno in Giappone la parola ame-onna (il cui maschile è ame-otoko) si riferisce ad una persona sfortunata, che sembra essere seguita dalla nefasta pioggia ovunque vada, guadagnando la reputazione di aver rovinato eventi importanti come matrimoni e manifestazioni sportive.